# Nusnäs
Nusnäs is een plaats in de gemeente Mora in het landschap Dalarna en de provincie Dalarnas län in Zweden. De plaats heeft 724 inwoners (2005) en een oppervlakte van 218 hectare. De plaats ligt aan de oostoever van het meer Siljan, ongeveer 10 kilometer ten oosten van de plaats Mora. De plaats is bekend vanwege het Dalapaard veel van deze houten paardjes worden vervaardigd in de plaats. In Nusnäs kan bekeken worden hoe de productie van het dalapaard in werking gaat.